# Finale du Grand Prix IAAF 1990
Navigation
Édition précédente Édition suivante
La 6e Finale du Grand Prix de l'IAAF a eu lieu le 7 septembre 1990 au Stade olympique d'Athènes. Dix-huit épreuves figurent au programme, dix masculines et huit féminines.

## Classement général

### Hommes
1. Leroy Burrell : 63 points
2. Noureddine Morceli : 61 points
3. Danny Harris : 59 points

### Femmes
1. Merlene Ottey : 63 points
2. Heike Drechsler : 63 points
3. Petra Felke : 63 points

## Résultats

### Hommes
| Épreuves          | Or                                        | Argent                                             | Bronze                                  |
| ----------------- | ----------------------------------------- | -------------------------------------------------- | --------------------------------------- |
| 100 m             | Leroy Burrell États-Unis 10 s 04          | Mark Witherspoon États-Unis 10 s 11                | Carl Lewis États-Unis 10 s 12           |
| 800 m             | William Tanui Kenya 1 min 44 s 95         | Réda Abdenouz Algérie 1 min 45 s 17                | Nixon Kiprotich Kenya 1 min 45 s 17     |
| Mile              | Noureddine Morceli Algérie 3 min 53 s 28  | Jens-Peter Herold Allemagne de l'Est 3 min 53 s 77 | Peter Elliott Royaume-Uni 3 min 53 s 85 |
| 5 000 m           | Brahim Boutayeb Maroc 13 min 30 s 54      | Khalid Skah Maroc 13 min 31 s 22                   | Yobes Ondieki Kenya 13 min 31 s 37      |
| 3 000 m steeple   | Julius Kariuki Kenya 8 min 24 s 08        | Patrick Sang Kenya 8 min 24 s 77                   | Julius Korir Kenya 8 min 25 s 19        |
| 400 m haies       | Samuel Matete Zambie 47 s 91              | Danny Harris États-Unis 47 s 93                    | Winthrop Graham Jamaïque 48 s 88        |
| Saut en hauteur   | Sergey Malchenko Union soviétique 2,34 m  | Georgi Dakov Bulgarie 2,32 m                       | Javier Sotomayor Cuba 2,32 m            |
| Triple saut       | Leonid Voloshin Union soviétique 17,35 m  | Marios Hadjiandreou Chypre 16,91 m                 | Mike Conley États-Unis 16,82 m          |
| Lancer du poids   | Ulf Timmermann Allemagne de l'Est 21,00 m | Georg Andersen Norvège 20,50 m                     | Ron Backes États-Unis 20,30 m           |
| Lancer du marteau | Youri Sedykh Union soviétique 80,26 m     | Tibor Gécsek Hongrie 77,52 m                       | Tore Gustafsson Suède 74,44 m           |

### Femmes
| Épreuves          | Or                                           | Argent                                       | Bronze                                         |
| ----------------- | -------------------------------------------- | -------------------------------------------- | ---------------------------------------------- |
| 200 m             | Merlene Ottey Jamaïque 21 s 88               | Grit Breuer Allemagne de l'Est 22 s 58       | Galina Malchugina Union soviétique 22 s 59     |
| 400 m             | Ana Fidelia Quirot Cuba 50 s 31              | Fatima Yusuf Nigeria 50 s 96                 | Pauline Davis Bahamas 51 s 00                  |
| 1 500 m           | Sandra Gasser Suisse 4 min 06 s 11           | Yvonne Mai Allemagne de l'Est 4 min 07 s 56  | Svetlana Kitova Union soviétique 4 min 07 s 88 |
| 5 000 m           | PattiSue Plumer États-Unis 15 min 14 s 36    | Nadia Dandolo Italie 15 min 14 s 93          | Viorica Ghican Roumanie 15 min 15 s 74         |
| 100 m haies       | Gloria Siebert Allemagne de l'Est 12 s 74    | Lidiya Yurkova Union soviétique 12 s 76      | Monique Ewanje-Épée France 12 s 86             |
| Saut en longueur  | Heike Drechsler \| Allemagne de l'Est 6,98 m | Inessa Kravets Union soviétique 6,82 m       | Marieta Ilcu Roumanie 6,78 m                   |
| Lancer du disque  | Ilke Wyludda Allemagne de l'Est 67,08 m      | Martina Hellmann Allemagne de l'Est 63,54 m  | Larisa Mikhalchenko Union soviétique 63,34 m   |
| Lancer du javelot | Petra Felke Allemagne de l'Est 66,44 m       | Brigitte Graune Allemagne de l'Ouest 61,48 m | Dulce García Cuba 61,24 m                      |